# كفر ميت سراج
كفر ميت سراج إحدى قرى مركز قويسنا التابع لمحافظة المنوفية في جمهورية مصر العربية.

## السكان
بلغ عدد سكان كفر ميت سراج 7,037 نسمة، حسب الإحصاء الرسمي لعام 2006.